# 고분자화학
고분자화학(영어: polymer chemistry)은 분자량이 10,000을 넘어가는 무기화합물 및 유기화합물인 중합체와 고분자를 연구 대상으로 하는 학문분야이다.
고분자화학을 크게 나누면 고분자화학은 물리화학적 연구영역과 유기화학적 연구화학영역으로 나눌 수 있다. 전자는 고분자의 분자구조를 다루는 '고분자 구조론', 고분자자체의 열적 성질, 역학적 성질 및 전기적 성질을 다루는 '고분자 고체론', 고분자의 콜로이드 또는 용액의 물성을 다루는 '고분자 용액론'등이 구성된다. 후자는 단량체로부터 고분자로 성장 증대시키는 방법에 관계되는 '고분자 합성론'과 합성론에 적용되는 화학 반응을 탐구하는 '고분자 반응론' 등으로 구성된다.
고분자는 저분자와는 다른 특이한 물성 및 반응성을 가지기 때문에 한 개의 연구분야로 확립되어 있다. 고분자의 특이한 기능 및 물성은 주로 역학적, 열역학적인 부분에 강하게 나타나기 때문에 고체와 용액의 점성도 등과 같은 물리화학적인 시점에서의 연구가 크게 발전되고 있다. 또한 최근에는 생체 고분자에 관련된 연구도 큰 줄기를 이루고 있다.

## 역사
자연계에 존재하는 고분자화합물은 보통 유기고분자 생체물질인 당쇄, 단백질, 핵산등으로 여러 가지 종류의 다양한 것이 검출된다. 그러므로 연구대상인 고분자 자체는 유사 이전부터 인류의 번영 안에 존재하고 있었다고 말할 수도 있다. 또한 오늘날에는 고분자로 분류되는 나이트로셀룰로스나 폴리스타이렌은 19세기에, 레이온은 20세기 초반에 발명 및 발견되나 학문대상으로서의 고분자화학이 확립된 것은 비교적 최근의 일이다.
고분자라는 개념은 1926년에 헤르만 슈타우딩거에 의해 주장되었다. 그는 셀룰로스와 단백질과 같은 것은 비슷한 성질을 가진 단량체가 다수 결합된 사슬 모양의 거대분자이고 이에 의해 고분자의 성질이 비롯된다고 주장했다. 처음에는 무시당했던 이 견해는 곧 널리 인정받게 되었다.
고분자화학의 성과는 1940년대 이후의 석유화학공업의 발전과 함께 초기에는 월리스 캐러더스의 나일론 6,6 (1930년) 등의 합성 섬유에 응용되어 오늘날에는 의류에서 어망까지 천연 섬유 대신 쓰일 정도로 많이 이용되게 되었다. 또한 폴리프로필렌등으로 대표되는 합성 수지 (플라스틱)는 건축자재 및 기계부문에서 일용품의 소재로서 폭넓게 이용되고 있다.
현재에는 종래보다 고강도이며 고수율, 혹은 특수한 기능을 가진 고분자를 만드는 등의 연구가 진행되고 있다. 또한 나노테크놀로지 분야로서 생체고분자와 초분자의 성질에 관한 연구도 흔히 진행되고 있다.

## 같이 보기
- 폴리머
- 플라스틱
- 합성 섬유
- 한국고분자학회